# Geoffrey Lanne-Petit
Pour les articles homonymes, voir Lanne (homonymie) et Petit (patronyme).
Pas d'image ? Cliquez ici

a Compétitions nationales et continentales officielles uniquement.

Dernière mise à jour le 2 octobre 2023.
Geoffrey Lanne-Petit, né le 18 février 1989 à Pau, est un joueur et entraîneur français de rugby à XV.
Formé à la Section paloise, Lanne-Petit devient l'entraîneur de l’attaque et des transitions de ce club après sa carrière de joueur. Il est le fils de l'entraîneur Jean-Marc Lanne-Petit et le frère d'Antoine Lanne-Petit.

## Biographie

### Carrière de joueur

#### Formation à la Section paloise
Geoffrey Lanne-Petit grandit à Saint-Jammes, puis à Lons en Béarn, aux côtés de son frère Antoine. Son père, Jean-Marc Lanne Petit, est un ancien joueur de rugby à XV reconverti entraineur.
Geoffrey Lanne-Petit commence le rugby à la Section paloise, où il a joué de sept à dix-huit ans. En catégorie cadet, il évolue en sélection du Béarn avec Camille Lopez, et fait partie du Top 100 national cadet.
Il intègre ensuite les juniors du Stade montois avec qui il est champion de France Crabos en 2008, puis rejoint les juniors Reichel du Castres olympique avec qui il est champion en 2009.

### Pro D2
Lanne-Petit commence sa carrière professionnelle en intégrant le Tarbes Pyrénées rugby, qui évolue en Pro D2. Après deux années, son parcours est interrompu en raison d'une double opération des hanches. En décembre 2011, il fait son retour sur les terrains en rejoignant le CA Lannemezan, qui évolue alors en Fédérale 1.
Par la suite, Lanne-Petit signe à l'US Morlaàs, évoluant en Fédérale 2, en expliquant simplement : « Je rentre ». Bien qu'il n'ait jamais eu l'occasion de jouer en compétition avec l'équipe de Morlaàs, cette étape de sa carrière revêt une importance particulière. En effet, c'est au sein de ce club que sa famille avait une présence marquée : son père, Jean-Marc Lanne-Petit, en tant qu'entraîneur, son oncle, Pascal Laloo, en tant que manager, et son grand-père, Henri Laloo, en tant que président du club. Ainsi, c'est au sein de cet environnement familial et sportif que Lanne-Petit puise de nouvelles ressources.
En juillet 2013, Lanne-Petit se lance dans une nouvelle aventure en rejoignant le béarnais Jean Anturville à l'USON Nevers en Fédérale 1,. Il y évolue pendant trois années.
Lann-Petit signe ensuite au Sporting nazairien rugby, mais le 9 novembre 2016, le club est placé en liquidation judiciaire. Le club déclare forfait et ne termine pas la saison 2016-2017 de Fédérale 1.
Cette expérience marque la fin de sa carrière professionnelle, le conduisant finalement au chômage et à revenir à l'US Morlààs.

### Carrière d'entraîneur

#### Section paloise
Geoffrey Lanne-Petit se retrouve au chômage à l'âge de 28 ans. Aspirant à une carrière d'entraîneur, il sollicite une audience avec Simon Mannix, alors manager général de la Section paloise. Mannix, impressionné par sa passion et sa détermination, lui offre une opportunité : travailler bénévolement pour la Section paloise en tant qu'apprenti entraîneur, où il va avoir l'occasion d'apprendre les rouages du métier[réf. nécessaire].
Face à cette opportunité, Lanne-Petit est confronté à un choix difficile, car il a également une offre de contrat de deux ans au Stado Tarbes PR en tant que joueur. Cependant, il décide de saisir la chance de devenir entraîneur, renonçant ainsi à prolonger sa carrière de joueur. Il se spécialise dans le développement des compétences techniques, notamment en travaillant avec les buteurs et les demis de mêlée, et en apportant des perspectives novatrices aux exercices d'entraînement.
En février 2018, Simon Mannix lui propose de prolonger son contrat, faisant de lui le plus jeune adjoint du Top 14. Après le départ de Mannix, ses anciens adjoints Nicolas Godignon et Frédéric Manca prennent le relais et sont démis de leurs fonction en décembre 2020. Lanne-Petit se retrouve alors brièvement à la tête de l'équipe première, au sien d'un triumvirat composé de Paul Tito et Thomas Domingo.
Ensuite adjoint de Sébastien Piqueronies, Lanne-Petit a pour tâche de maximiser le potentiel offensif d'une génération prometteuse constituée de plusieurs jeunes joueurs français de grand talent. Parmi ces espoirs figurent Théo Attissogbé, Hugo Auradou, Clément Mondinat, et Brent Liufau, qui ont été champions du monde des moins de 20 ans en 2023, ainsi que le nouveau venu sur la scène internationale, Émilien Gailleton.
Lanne-Petit déclare que sa philosophie de jeu est axée sur l'exploitation des espaces libres, la profondeur du champ, et la latéralité, tout en mettant l'accent sur la possession et le jeu de position, approche parfaitement maîtrisée par l'Irlande et la province du Leinster, sous la férule de Stuart Lancaster . Il déclare que regarder des matches de football l'aide à conforter ses choix tactiques et à continuer à croire en sa philosophie du jeu, tout en lui permettant de tirer de nombreux enseignements sur la partie de construction d'un effectif professionnel.

## Controverses
Lanne-Petit écope d'une suspension de cinq semaines pour « inconduite », en raison de sa conduite lors de la défaite 16-21 de la Section en Challenge Cup face aux Cheetahs.

## Vie privée
Lanne-Petit est un fan de football et du PSG, fréquentant néanmoins les travées du Nouste Camp pour assiter aux matches du Pau Football Club. 

## Palmarès
- Vainqueur du Championnat de France Crabos en 2008 avec le Stade montois.
- Vainqueur du Championnat de France Reichel en 2009 avec le Castres olympique.